# Chimarra signata
Chimarra signata är en nattsländeart som beskrevs av Banks 1936. Chimarra signata ingår i släktet Chimarra och familjen stengömmenattsländor. Inga underarter finns listade i Catalogue of Life.